# ミッテルバウ＝ドーラ強制収容所

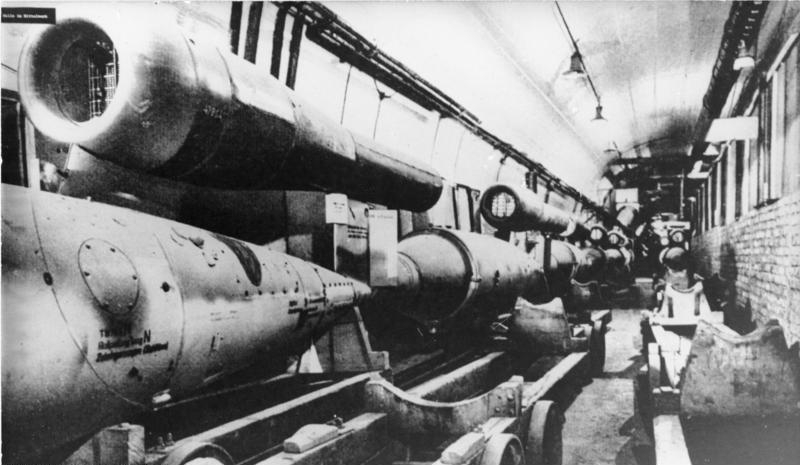
ミッテルバウ＝ドーラ強制収容所の地下工場に残っていたV1飛行爆弾

ミッテルバウ＝ドーラ強制収容所（独：Konzentrationslager Mittelbau-Dora）は、ドイツがテューリンゲンのノルトハウゼンとエルリッヒ（de:Ellrich）の間にあるコーンシュタイン丘（de:Kohnstein）に創設した強制収容所である。
ドイツ軍の秘密兵器V1飛行爆弾やV2ロケットの開発がおこなわれていた収容所として知られる。6万人以上の囚人がミッテルバウ＝ドーラ強制収容所とその付属強制収容所で働かされ、うち2万人以上が死亡したという。
収容所そのものの名称は「ドーラ」といい、その周りに配された工場群を「ミッテルバウ」と呼んでいた。これら全てを合わせて「ミッテルバウ＝ドーラ」と呼ぶ。

## 収容所の歴史

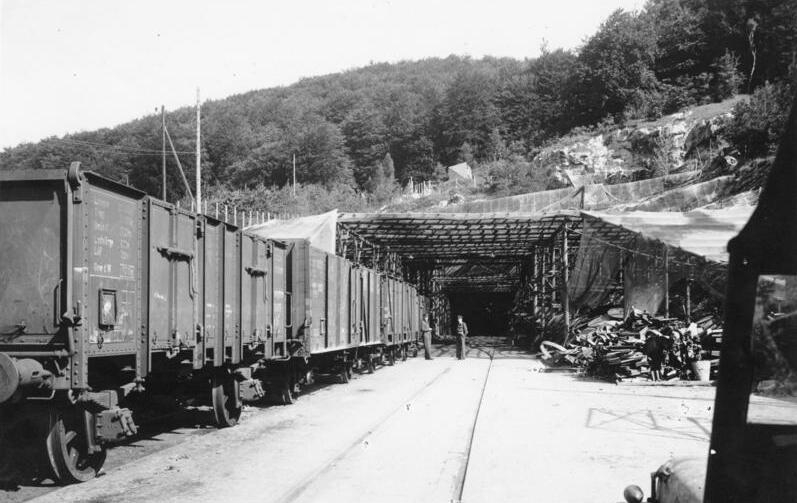
地下工場への鉄道出入口

第二次世界大戦中の1943年にブーヘンヴァルト強制収容所の労働分隊がコーンシュタイン丘を掘削して収容所の建設にあたった。ドイツ軍は連合軍の空襲を警戒し、兵器生産施設を地下工場へ移していたためである。
1943年8月、バルト海沿岸のペーネミュンデの軍事基地がイギリス軍に空爆された。ここにはドイツ軍の秘密兵器V1飛行爆弾とV2ロケットの試験場が設けられていた。この後、V1とV2の坑道はすでに完成していたミッテルバウ＝ドーラへ即時に移せとの命令が出た。以降ミッテルバウ＝ドーラでV1とV2の開発が続けられた。はじめミッテルバウ＝ドーラはブーヘンヴァルト強制収容所の外部収容所（付属収容所）であったが、1944年10月28日に独立した収容所として認められた。またミッテルバウ＝ドーラの労働分隊がいくつかのミッテルバウ＝ドーラ外部収容所を構成した。
厚さ100メートルの結晶片岩層という天然の防御壁で空からの攻撃に守られたミッテルバウ＝ドーラには、常時6000人の囚人と同じ程度の数のドイツ人一般市民が働き、V1とV2ロケットの製造を専門に行い続けた。使役される囚人はロシア人とフランス人が多かったという。
1945年4月初めにはノルトハウゼンなど付近の都市が空襲にあい、壊滅。ミッテルバウ＝ドーラの運営も事実上不可能となった。1945年4月10日に付近を占領したアメリカ軍がミッテルバウ＝ドーラを発見して解放した。
なおミッテルバウ＝ドーラにガス室は存在しなかった。死亡した囚人は当初森の中で荼毘に付されたが、後に火葬場が設けられ、それ以降だけでも約5000人の囚人が火葬された。

## 収容所の構造
AとBと名付けられた二本の3キロに及ぶトンネルが南から北へ並行に丘を貫いている。その二本の並行のトンネルの間に坑道40本が連絡通路として置かれ、行き来ができた。この連絡通路の坑道は「ギャラリー」と呼ばれる。「ギャラリー」は250メートルほどであった。部品はトンネルAの入口から貨物列車ごと送られてくる。ギャラリーに網の目状に存在する作業場やベルトコンベアーになって組み立て作業を行う場であるトンネルBを経て、V1やV2ロケットがトンネルBの南側出口から搬出され、鉄道で爆薬充填工場へと移送されるようになっていた。

## 所長
オットー・フォーシュナー（1943.9～1945.2）
リヒャルト・ベーア（1945.2～）